# Khu phức hợp cung điện và công viên ở Kobylniki
Khu phức hợp cung điện và công viên ở Kobylniki (tiếng Ba Lan: Zespół pałacowo-parkowy w Kobylnikach) là một trong những khu phức hợp nổi tiếng ở làng Kobylniki, huyện Inowrocławski, tỉnh Kujawsko-Pomorskie, Ba Lan. Khu phức hợp này bao gồm: cung điện, công viên, các tòa nhà phụ, nhà của người làm vườn, nhà kính, chuồng trại, kho và nhà máy chưng cất. Khu phức hợp này có trong sổ đăng ký di tích.

## Cung điện
Cung điện được xây dựng trong giai đoạn 1902-1903 dựa trên bản thiết kế của kiến trúc sư Grisebach đến từ Berlin. Cung điện được thiết kế theo phong cách chiết trung. Mặt tiền hướng về phía Tây, nổi bật với nền gạch được tráng men màu đỏ. Phía trước cửa ra vào của cung điện, có các bậc cầu thang tương đối cao cùng với hai bức tượng sư tử được đặt hai bên. Vào năm 1926, Fryderyk von Wilamowitz-Möllendorf trở thành chủ sở hữu mới của cung điện. Sau năm 1946, tài sản này được chuyển giao cho Kho bạc Nhà nước Ba Lan.

## Công viên
Công viên có từ thế kỷ 19 với diện tích 15,4 ha. Cách bố trí trong công viên vẫn được bảo tồn cho đến ngày nay. Trong hơn 500 cây xanh hiện diện ở đây, loài cây chiếm đa số là cây chanh lá nhỏ và cây phong Na Uy. Hệ thống nước ở trong công viên bắt nguồn từ hai chiếc ao gần đó.